# Wanda Bieler
Wanda Bieler (ur. 7 lipca 1959 w Gressoney-Saint-Jean) – włoska narciarka alpejska.

## Kariera
W zawodach Pucharu Świata zadebiutowała w sezonie 1975/1976. Pierwsze punkty wywalczyła 21 stycznia 1976 roku w Badgastein, gdzie zajęła piąte miejsce w zjeździe. Na podium zawodów tego cyklu jedyny raz stanęła 8 marca 1981 roku w Aspen, kończąc rywalizację w gigancie na trzeciej pozycji. W zawodach tych wyprzedziły ją jedynie Tamara McKinney z USA i Erika Hess ze Szwajcarii. W kolejnych startach jeszcze dwa razy była blisko podium: 08 grudnia 1980 roku w Limone Piemonte i 4 lutego 1981 roku w Zwiesel była czwarta w gigancie. W sezonie 1980/1981 zajęła 17. miejsce w klasyfikacji generalnej, a w klasyfikacji giganta była dziewiąta.
Wystartowała na igrzyskach olimpijskich w Innsbrucku w 1976 roku, gdzie zajęła ósme miejsce w slalomie, dwudzieste w zjeździe, a giganta nie ukończyła. Podczas rozgrywanych cztery lata później igrzysk w Lake Placid startowała w gigancie, ale nie ukończyła rywalizacji. Była też między innymi piętnasta w slalomie na mistrzostwach świata w Schladming w 1982 roku.
Jej kuzyn, Franco Bieler, także był narciarzem alpejskim.

## Osiągnięcia

### Igrzyska olimpijskie
| Miejsce | Dzień     | Rok  | Miejscowość | Konkurencja | Czas biegu | Strata | Zwyciężczyni     |
| ------- | --------- | ---- | ----------- | ----------- | ---------- | ------ | ---------------- |
| 20.     | 8 lutego  | 1976 | Innsbruck   | Zjazd       | 1:46,16    | +4,42  | Rosi Mittermaier |
| 8.      | 13 lutego | 1976 | Innsbruck   | Gigant      | 1:29,13    | +5,12  | Kathy Kreiner    |
| DNF1    | 11 lutego | 1976 | Innsbruck   | Slalom      | 1:30,54    | -      | Rosi Mittermaier |
| DNF1    | 21 lutego | 1980 | Lake Placid | Gigant      | 2:41,66    | -      | Hanni Wenzel     |

### Mistrzostwa świata
| Miejsce | Dzień     | Rok  | Miejscowość            | Konkurencja | Czas biegu | Strata | Zwyciężczyni     |
| ------- | --------- | ---- | ---------------------- | ----------- | ---------- | ------ | ---------------- |
| 20.     | 8 lutego  | 1976 | Innsbruck              | Zjazd       | 1:46,16    | +4,42  | Rosi Mittermaier |
| 8.      | 13 lutego | 1976 | Innsbruck              | Gigant      | 1:29,13    | +5,12  | Kathy Kreiner    |
| DNF1    | 11 lutego | 1976 | Innsbruck              | Slalom      | 1:30,54    | -      | Rosi Mittermaier |
| DNF1    | 3 lutego  | 1978 | Garmisch-Partenkirchen | Slalom      | 1:24,85    | -      | Lea Sölkner      |
| 27.     | 4 lutego  | 1978 | Garmisch-Partenkirchen | Gigant      | 2:41,15    | +7,20  | Maria Epple      |
| DNF1    | 21 lutego | 1980 | Lake Placid            | Gigant      | 2:41,66    | -      | Hanni Wenzel     |
| DNF2    | 2 lutego  | 1982 | Schladming             | Gigant      | 2:37,17    | -      | Erika Hess       |
| 15.     | 6 lutego  | 1982 | Schladming             | Slalom      | 1:41,60    | +5,07  | Erika Hess       |

### Puchar Świata

#### Miejsca w klasyfikacji generalnej
- sezon 1975/1976: 32.
- sezon 1977/1978: 30.
- sezon 1978/1979: 56.
- sezon 1979/1980: 26.
- sezon 1980/1981: 17.
- sezon 1981/1982: 73.

#### Miejsca na podium
1. Aspen – 8 marca 1981 (gigant) – 3. miejsce